# Курамшин, Александр Равилевич
Александр Равилевич Кура́мшин (род. 20 января 1984, Казань, Республика Татарстан) — российский пилот водно-моторного транспорта, профессиональный спортсмен экстремального вида спорта — аквабайка в категории Freestyle.
Десятикратный обладатель Кубка России (2004—2012) (2014—2015), чемпион мира IJSBA (2010), вице-чемпион Европы UIM (2019), чемпион России (2013) по аквабайку в категории Freestyle.
Имеет звание мастера спорта международного класса по аквабайку.

## Биография
Родился в семье радиоинженера (отец) и педагога (мать) в 1984 году в Казани. Есть старший брат. Окончил школу № 113, с 9 по 11 класс обучался в полицейском классе. После школы поступил в КНИТУ имени Туполева (КАИ) на специальность «Экономика и управление на производстве».
В профессиональный спорт пришёл в 21 год (2004).
Владеет мастерской по ремонту и сборке аквабайков. Ведёт тренерскую деятельность.
Руководитель отдела, отвечающего за развитие аквабайка в Федерации водно-моторного спорта Татарстана. Входит в состав пилотов ФСО «Динамо-Татарстан».

## Личная жизнь
Женат на Венере Курамшиной. 21 сентября 2017 года родилась дочь Николь.
Катается на горных лыжах и сноуборде. Путешествует по Северной Америке и Европе.

## Достижения и победы
- 2004 — обладатель Кубка России по аквабайку
- 2005 — обладатель Кубка России по аквабайку
- 2006 — обладатель Кубка России по аквабайку
- 2007 — обладатель Кубка России по аквабайку
- 2008 — обладатель Кубка России по аквабайку
- 2009 — обладатель Кубка России по аквабайку
- 2009 — серебряный призёр чемпионата России по аквабайку
- 2010 — обладатель Кубка России по аквабайку[4]
- 2010 — чемпион мира IJSBA
- 2011 — обладатель Кубка России по аквабайку
- 2011 — серебряный призёр чемпионата России по аквабайку
- 2012 — обладатель Кубка России по аквабайку
- 2013 — чемпион России по аквабайку[3]
- 2014 — обладатель Кубка России по аквабайку
- 2015 — обладатель Кубка России по аквабайку
- 2018 — бронзовый призёр Кубка России по аквабайку[5]
- 2019 — вице-чемпион Европы UIM
- 2020 — золотой призёр Всероссийских соревнований по аквабайку[6]